# جان أنطونيو لازييه

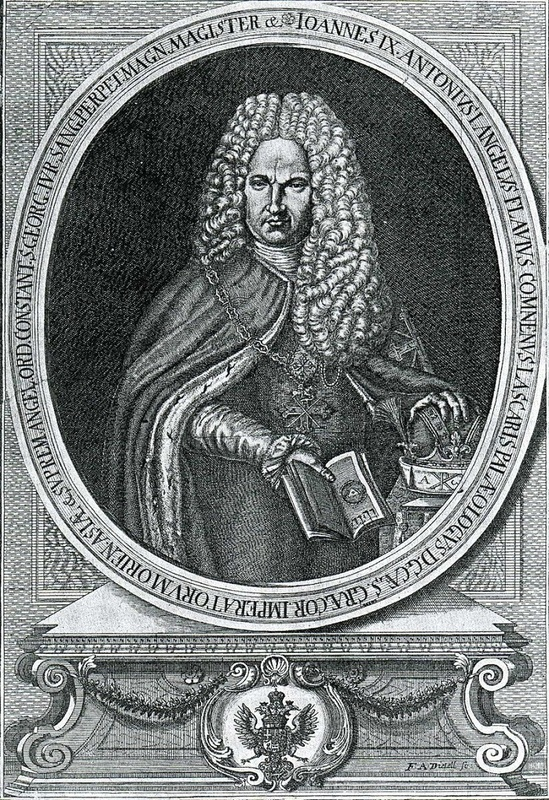
صورة لجان أنطونيو لازييه

جان أنطونيو لازييه (9 يونيو 1678-8 أبريل 1738)، المعروف أيضًا باسمه الرسمي المزعوم إيوانس التاسع أنطونيوس الأول أنجيلوس فلافيوس كومنينوس لاسكاريس باليولوج، محتال ومطالب بالعرش إيطالي من القرن الثامن عشر. ولد لازييه من أصول متواضعة في وادي أغشت في إيطاليا، وادعى أن اسمه الأخير هو تحوير للقب لاسكاريس، وهي سلالة إمبراطورية الإمبراطورية البيزنطية. ادعى لازييه أن له صلات مع سلالات أنجيلوس وكومنينيون وباليولوج، وأنه آخر سليل شرعي مفترض لهم، ولقبه «أمير سلالة إمبراطورية الشرق». من خلال ألقاب نبيلة مختلفة، ادعى لازييه أنه الحاكم الشرعي لعدد كبير من الأراضي السابقة للإمبراطورية البيزنطية بالإضافة إلى مجموعة مختارة من الأراضي الشرقية الأخرى. كما ادعى أنه يمثل السيد الأكبر الشرعي للوسام القسطنطيني العسكري المقدس للقديس جورج، وهو وسام الفروسية للصلات البيزنطية المبتكرة.
لا يوجد دليل على أن أيًا من والدي لازييه، فرانشيسكو لازييه أو جياكوبينا نيرو، لهما أي صلات بالملوك البيزنطيين السابقين. ربما كان لديه شكل من أشكال العلاقة مع عائلة أنجيلو فلافيو كومنينو، وهي عائلة نبيلة إيطالية ادعت صلاتها بسلالة أنجيلوس. يُطلق عليه أحيانًا لقب «الفلاح الذي أراد أن يصبح إمبراطورًا»، قضى لازييه عدة سنوات من حياته المبكرة متجولًا في جميع أنحاء إيطاليا بحثًا عن عمل مناسب. في أوائل القرن الثامن عشر، عمل لازييه صانع أحذية، وعاش راهبًا، ثم أدار فندقًا في روما. في عام 1707، أدانت محاكم التفتيش لازييه لمحاولته الزواج من امرأة شابة عندما كان متزوجًا بالفعل من زوجته ماري مارغريت ستيفينين. في مرحلة ما انتقل إلى بروكسل، وبدأ يشير إلى نفسه باسم إيوانس أنطونيوس لاسكاريس وبدأ في نشر ذرائعه وادعاءاته.
منذ عام 1720 وحتى وفاته في عام 1738، عمل لازييه خارج فيينا كما لو كان إمبراطورًا بيزنطيًا زائفًا يسيطر على حكومة الإمبراطورية في المنفى، مع وثائقه التي تصف إمبراطوريته الرومانية البيزنطية باعتبارها كيانًا حاضرًا، وإن كانت افتراضية ولا أرض لها، بدلًا من اعتبارها شيئًا من الماضي. تجاوزت تطلعات لازييه البيزنطية إلى حد بعيد تطلعات كبار السادة السابقين للوسام القسطنطيني. على سبيل المثال: بالإضافة إلى منح رتب الفروسية النموذجية ضمن الترتيب، ذهب لازييه أيضًا إلى أبعد من ذلك، ومنح العديد من النبلاء حقوقًا في العقارات والأراضي داخل الأراضي البيزنطية السابقة. ساعدت أنشطة لازييه، التي اعترف بها ودعمها بالكامل الإمبراطور الروماني المقدس كارل السادس حتى عام 1725، في إحياء الاهتمام بالإمبراطورية البيزنطية في أوروبا الغربية وربما أدت أيضًا إلى اندفاع متأخر وعابر في المشاعر الصليبية.
شارك لازييه في حرب دعائية مع السيد الكبير الفعلي للوسام القسطنطيني، فرانشيسكو فارنيزي. في عام 1724، نجح فارنيزي في كشف احتيال لازييه. على الرغم من ذلك، حافظ لازييه على جمهور كبير من المؤيدين الذين اكتشفوا ادعاءاته، حتى بعد تلاشي دعم كارل في عام 1725. لم يردعه الكشف عن احتياله، بل حافظ لازييه على ادعاءاته حتى وفاته. في وقت لاحق، لم يستمر كبار السادة والمدعين في الوسام القسطنطيني في تطلعات لازييه البيزنطية الواسعة النطاق، مما يعني أن إمبراطورية لازييه التي لا تملك أرضًا والخيالية ماتت معه.

## سيرته المهنية

### المطالبات والاعتراف
غادر لازييه إيطاليا بالكامل وانتقل إلى بروكسل، حيث بدأ يشير إلى نفسه باسم إيوانس أنطونيوس لاسكاريس بدلًا من جان أنطونيو لازييه. منذ عام 1720 فصاعدًا، طعن لازييه علنًا في مطالبة فرانشيسكو فارنيزي بالوسام القسطنطيني على أساس أنه ينحدر من الأباطرة البيزنطيين بينما لم يكن فارنيزي كذلك. أشار لازييه إلى نفسه على أنه آخر سليل شرعي للأباطرة. لقب نفسه الأمير جيوفاني التاسع أنطونيو الأول أو جيوفاني أنطونيو التاسع، وأدرج لازييه نفسه بعد جيوفاني أندريا الأول أنجيلو فلافيو كومنينو (السيد الكبير 1592-1623 و1627-1634)، الذي أدرج نفسه في العصر الحديث باسم جيوفاني الثامن أندريا أو جيوفاني أندريا الثامن بعد سلسلة من أسلافه الملفقين. استخدم لازييه الرقم التاسع في تجاهل متعمد لجيوفاني أندريا الثاني، الذي أدرج نفسه أيضًا باسم جيوفاني التاسع. لتجاهل لازييه جيوفاني أندريا الثاني بهذه الطريقة سبب غير معروف، لكن ربما يكون مستمدًا من تشكيك لازييه في شرعية قرار جيوفاني بنقل الوسام القسطنطيني إلى فارنيزي.
على الرغم من الموقف السابق للإمبراطورية الرومانية المقدسة لصالح فارنيزي، تمكن لازييه من تأمين الاعتراف بالإمبراطور الروماني المقدس كارل السادس والحكومة الإمبراطورية. في 5 أبريل 1720، حصل لازييه على وثيقة رسمية إمبراطورية منحته الحق في منح ألقاب النبلاء. من الممكن أن يكون الدافع لكارل لدعم جان أنطونيو هو أن فارنيزي وقف ضده في حرب الخلافة الإسبانية الأخيرة (1701-1715). كان من دواعي قلق كارل أيضًا أن العائلة المالكة الإسبانية كانت في خط الخلافة المباشر لفارنيزي، مما يعني أن سلالة معادية كانت ترث الوسام القسطنطيني. منذ اعتراف تشارلز به فصاعدًا، أقام لازييه في الأساس في فيينا وعمل فيها. في هذا الوقت، كان هناك اهتمام خاص بالثقافة البيزنطية في المدينة. تمتعت ملكية هابسبورغ (الأراضي التي حكمها كارل مباشرة) بسلسلة من النجاحات العسكرية ضد الإمبراطورية العثمانية تحت قيادة الأمير يوجين من سافوي، وبدا أن «استعادة» الأراضي البيزنطية في نهاية المطاف أمر معقول. كانت ما تزال فكرة بيزنطة، في أذهانهم إمبراطورية مسيحية شرقية مجيدة، تتمتع بتأثير كبير على الوعي الأوروبي.
في عام 1724، ادعى لازييه أن ماكسيمليان الثاني إيمانويل، ناخب بافاريا اعترف به. ومع ذلك، لم يقدم لازييه مطلقًا تفاصيل أو تاريخًا محددًا بشأن هذا الاعتراف، ومن المحتمل أنه لم يحدث أبدًا أو أنه كان أقل رسمية من اعتراف الإمبراطور به. كان أول تعيين للوسام القسطنطيني من قبل لازييه هو رئيس الدير الإيطالي لورنزو فيرجيليو دي نيكوليس، الذي عين في 6 أبريل 1720. في مقابل تعيينه، كتب نيكوليس ونشر كتابًا لدعم لازييه. في عام 1721، نشر لازييه علم الأنساب الملفق في ريغنسبورغ، بافاريا، موثقًا أصله البيزنطي المفترض. كانت سلالاته مدعومة بعدد كبير من الشهادات والوثائق المزورة التي أشارت إلى الاعتراف بالعديد من الأسلاف الملفقين من قبل الباباوات السابقين والأباطرة الرومان المقدسين. زاد اعتراف كارل بعلم الأنساب، والكتاب الذي نشره نيكوليس من مكانة لازييه وتأثيره. اجتذب لازييه دعمًا واسع النطاق نتيجة لهذه الأحداث، تنوع هذا الدعم بين المعينين وعدد كبير من المراسيم الصادرة في 1722-1723. كان العديد من الأفراد الذين عينهم لازييه من نسل أو أفراد من عائلات أرستقراطية من البلقان.

## إمبراطور بيزنطي زائف
سرعان ما افترض لازييه مجموعة كبيرة من أسماء السلالات الإمبراطورية البيزنطية، مدعيًا ارتباطه بسلالات أنجيلوس، وكومنينيون، ولاسكاريس، وباليولوج. جعل نشر سلسلة نسب لازييه استخدامه لهذه الألقاب أكثر قابلية للتصديق. في الحالات التي استخدم فيها اسم أخير واحد فقط، استخدم لازييه عادةً إما لاسكاريس أو باليولوج. جاء الارتباط بأنجيلوي وكومنينوي من علاقة لازييه المزعومة بعائلة أنجيلو فلافيو كومنينو، وارتباطه بلاسكاريس مشتق من أفكار لازييه الخاصة المتعلقة باسمه الأخير. ادعى لازييه أنه ينحدر من باليولوج من خلال ابن ملفق لثيودور الثاني باليولوجوس (ديسبوت موريا 1407-1443). قدم نفسه على أنه الوريث الشرعي للأباطرة البيزنطيين، نصب لازييه نفسه على أنه (أمير سلالة إمبراطورية الشرق).